# Résultats électoraux de Vimont
Les résultats électoraux de Vimont, depuis la création de la circonscription  en 1980, sont inscrits dans les tableaux ci-dessous.
| Aller aux résultats d'une élection                                                     |
| -------------------------------------------------------------------------------------- |
| 1981 • 1985 • 1989 • 1994 • 1998 • 2002 2003 • 2007 • 2008 • 2012 • 2014 • 2018 • 2022 |

## Résultats

### Évolution pour les principaux partis
| |
| - Parti québécois - Parti libéral - Action démocratique (ancien) - Québec solidaire - Coalition avenir - Parti conservateur |

### Résultats détaillés
|                                                                                             | Nom                | Parti            | Nombre de voix | %      | Maj.  |
| ------------------------------------------------------------------------------------------- | ------------------ | ---------------- | -------------- | ------ | ----- |
|                                                                                             | Valérie Schmaltz   | Coalition avenir | 10 957         | 34,3 % | 1 416 |
|                                                                                             | Anabela Monteiro   | Libéral          | 9 541          | 29,8 % | -     |
|                                                                                             | Stefano Piscitelli | Conservateur     | 4 118          | 12,9 % | -     |
|                                                                                             | Josée Bélanger     | Québec solidaire | 3 669          | 11,5 % | -     |
|                                                                                             | Nathalie Lavigne   | Parti québécois  | 3 379          | 10,6 % | -     |
|                                                                                             | Rita Lo Cicero     | Vert             | 301            | 0,9 %  | -     |
| Total                                                                                       | Total              | Total            | 31 965         | 100 %  |       |
| Le taux de participation lors de l'élection était de 70 % et 349 bulletins ont été rejetés. |                    |                  |                |        |       |

|                                                                                               | Nom                      | Parti               | Nombre de voix | %      | Maj. |
| --------------------------------------------------------------------------------------------- | ------------------------ | ------------------- | -------------- | ------ | ---- |
|                                                                                               | Jean Rousselle (sortant) | Libéral             | 11 474         | 36,7 % | 567  |
|                                                                                               | Michel Reeves            | Coalition avenir    | 10 907         | 34,9 % | -    |
|                                                                                               | Sylvie Moreau            | Parti québécois     | 3 875          | 12,4 % | -    |
|                                                                                               | Caroline Trottier-Gascon | Québec solidaire    | 3 602          | 11,5 % | -    |
|                                                                                               | Mélanie Messier          | Vert                | 652            | 2,1 %  | -    |
|                                                                                               | Rachel Landerman         | Conservateur        | 291            | 0,9 %  | -    |
|                                                                                               | Andriana Kocini          | NPD Québec          | 230            | 0,7 %  | -    |
|                                                                                               | Rachel Demers            | Citoyens au pouvoir | 131            | 0,4 %  | -    |
|                                                                                               | Jean-Marc Boyer          | Indépendant         | 115            | 0,4 %  | -    |
| Total                                                                                         | Total                    | Total               | 31 277         | 100 %  |      |
| Le taux de participation lors de l'élection était de 69,1 % et 467 bulletins ont été rejetés. |                          |                     |                |        |      |

|                                                                                               | Nom                      | Parti            | Nombre de voix | %      | Maj.  |
| --------------------------------------------------------------------------------------------- | ------------------------ | ---------------- | -------------- | ------ | ----- |
|                                                                                               | Jean Rousselle (sortant) | Libéral          | 17 584         | 50,5 % | 9 424 |
|                                                                                               | Jean Poirier             | Parti québécois  | 8 160          | 23,4 % | -     |
|                                                                                               | Joseph Dydzak            | Coalition avenir | 6 632          | 19 %   | -     |
|                                                                                               | Janina Moran             | Québec solidaire | 1 676          | 4,8 %  | -     |
|                                                                                               | Andréanne Demers         | Vert             | 372            | 1,1 %  | -     |
|                                                                                               | Étienne Boily            | Option nationale | 192            | 0,6 %  | -     |
|                                                                                               | Jean-Marc Boyer          | Indépendant      | 117            | 0,3 %  | -     |
|                                                                                               | Alain Robert             | Conservateur     | 104            | 0,3 %  | -     |
| Total                                                                                         | Total                    | Total            | 34 837         | 100 %  |       |
| Le taux de participation lors de l'élection était de 78,5 % et 445 bulletins ont été rejetés. |                          |                  |                |        |       |

|                                                                                               | Nom                | Parti            | Nombre de voix | %      | Maj.  |
| --------------------------------------------------------------------------------------------- | ------------------ | ---------------- | -------------- | ------ | ----- |
|                                                                                               | Jean Rousselle     | Libéral          | 12 973         | 37,5 % | 2 409 |
|                                                                                               | Linda Tousignant   | Parti québécois  | 10 564         | 30,5 % | -     |
|                                                                                               | Christopher Skeete | Coalition avenir | 8 544          | 24,7 % | -     |
|                                                                                               | David Lanneville   | Québec solidaire | 1 373          | 4 %    | -     |
|                                                                                               | Catherine Houbart  | Option nationale | 688            | 2 %    | -     |
|                                                                                               | Jean-Marc Boyer    | Indépendant      | 253            | 0,7 %  | -     |
|                                                                                               | Alain Robert       | Conservateur     | 219            | 0,6 %  | -     |
| Total                                                                                         | Total              | Total            | 34 614         | 100 %  |       |
| Le taux de participation lors de l'élection était de 79,3 % et 393 bulletins ont été rejetés. |                    |                  |                |        |       |

|                                                                                               | Nom                       | Parti               | Nombre de voix | %      | Maj.  |
| --------------------------------------------------------------------------------------------- | ------------------------- | ------------------- | -------------- | ------ | ----- |
|                                                                                               | Vincent Auclair (sortant) | Libéral             | 16 217         | 47,8 % | 3 960 |
|                                                                                               | Rachel Demers             | Parti québécois     | 12 257         | 36,1 % | -     |
|                                                                                               | Pierre Brien              | Action démocratique | 3 932          | 11,6 % | -     |
|                                                                                               | Audrey Boisvert           | Québec solidaire    | 1 537          | 4,5 %  | -     |
| Total                                                                                         | Total                     | Total               | 33 943         | 100 %  |       |
| Le taux de participation lors de l'élection était de 60,3 % et 632 bulletins ont été rejetés. |                           |                     |                |        |       |

|                                                                                               | Nom                        | Parti               | Nombre de voix | %      | Maj.  |
| --------------------------------------------------------------------------------------------- | -------------------------- | ------------------- | -------------- | ------ | ----- |
|                                                                                               | Vincent Auclair (sortant)  | Libéral             | 14 936         | 36 %   | 2 038 |
|                                                                                               | François Gaudreau          | Action démocratique | 12 898         | 31,1 % | -     |
|                                                                                               | Marie-France Charbonneau   | Parti québécois     | 11 215         | 27 %   | -     |
|                                                                                               | Catherine Ouellet-Cummings | Vert                | 1 606          | 3,9 %  | -     |
|                                                                                               | Mickaël Labrie             | Québec solidaire    | 871            | 2,1 %  | -     |
| Total                                                                                         | Total                      | Total               | 41 526         | 100 %  |       |
| Le taux de participation lors de l'élection était de 76,1 % et 344 bulletins ont été rejetés. |                            |                     |                |        |       |

|                                                                                             | Nom                         | Parti               | Nombre de voix | %      | Maj.  |
| ------------------------------------------------------------------------------------------- | --------------------------- | ------------------- | -------------- | ------ | ----- |
|                                                                                             | Vincent Auclair             | Libéral             | 17 908         | 46,3 % | 5 043 |
|                                                                                             | Normand Dupont              | Parti québécois     | 12 865         | 33,3 % | -     |
|                                                                                             | François Gaudreau (sortant) | Action démocratique | 7 227          | 18,7 % | -     |
|                                                                                             | Serge Légaré                | Vert                | 403            | 1 %    | -     |
|                                                                                             | André Pigeon                | UFP                 | 269            | 0,7 %  | -     |
| Total                                                                                       | Total                       | Total               | 38 672         | 100 %  |       |
| Le taux de participation lors de l'élection était de 76 % et 438 bulletins ont été rejetés. |                             |                     |                |        |       |

|                                                                                               | Nom               | Parti               | Nombre de voix | %      | Maj.  |
| --------------------------------------------------------------------------------------------- | ----------------- | ------------------- | -------------- | ------ | ----- |
|                                                                                               | François Gaudreau | Action démocratique | 15 236         | 50 %   | 5 127 |
|                                                                                               | Vincent Auclair   | Libéral             | 10 109         | 33,2 % | -     |
|                                                                                               | Manon Sauvé       | Parti québécois     | 4 918          | 16,1 % | -     |
|                                                                                               | Régent Millette   | Indépendant         | 212            | 0,7 %  | -     |
| Total                                                                                         | Total             | Total               | 30 475         | 100 %  |       |
| Le taux de participation lors de l'élection était de 53,1 % et 304 bulletins ont été rejetés. |                   |                     |                |        |       |

|                                                                                               | Nom                    | Parti                 | Nombre de voix | %      | Maj.  |
| --------------------------------------------------------------------------------------------- | ---------------------- | --------------------- | -------------- | ------ | ----- |
|                                                                                               | David Cliche (sortant) | Parti québécois       | 20 938         | 45,4 % | 1 853 |
|                                                                                               | François Macerola      | Libéral               | 19 085         | 41,4 % | -     |
|                                                                                               | François Gaudreau      | Action démocratique   | 5 604          | 12,1 % | -     |
|                                                                                               | David Ferron           | Bloc pot              | 292            | 0,6 %  | -     |
|                                                                                               | Martin Duplantis       | Démocratie socialiste | 215            | 0,5 %  | -     |
| Total                                                                                         | Total                  | Total                 | 46 134         | 100 %  |       |
| Le taux de participation lors de l'élection était de 84,7 % et 402 bulletins ont été rejetés. |                        |                       |                |        |       |

|                                                                                               | Nom                     | Parti               | Nombre de voix | %      | Maj. |
| --------------------------------------------------------------------------------------------- | ----------------------- | ------------------- | -------------- | ------ | ---- |
|                                                                                               | David Cliche            | Parti québécois     | 18 985         | 44,9 % | 128  |
|                                                                                               | Benoît Fradet (sortant) | Libéral             | 18 857         | 44,6 % | -    |
|                                                                                               | Sylvain Turcotte        | Action démocratique | 2 783          | 6,6 %  | -    |
|                                                                                               | Denise Gagnon           | NPD Québec          | 1 142          | 2,7 %  | -    |
|                                                                                               | Denis Cauchon           | Loi naturelle       | 279            | 0,7 %  | -    |
|                                                                                               | P. André Latulippe      | Indépendant         | 252            | 0,6 %  | -    |
| Total                                                                                         | Total                   | Total               | 42 298         | 100 %  |      |
| Le taux de participation lors de l'élection était de 86,4 % et 683 bulletins ont été rejetés. |                         |                     |                |        |      |

|                                                                                               | Nom               | Parti                        | Nombre de voix | %      | Maj. |
| --------------------------------------------------------------------------------------------- | ----------------- | ---------------------------- | -------------- | ------ | ---- |
|                                                                                               | Benoît Fradet     | Libéral                      | 17 650         | 48,5 % | 583  |
|                                                                                               | David Cliche      | Parti québécois              | 17 067         | 46,9 % | -    |
|                                                                                               | Jocelyn Roy       | NPD Québec                   | 1 138          | 3,1 %  | -    |
|                                                                                               | Polydor Paul Jean | Parti indépendantiste (2008) | 553            | 1,5 %  | -    |
| Total                                                                                         | Total             | Total                        | 36 408         | 100 %  |      |
| Le taux de participation lors de l'élection était de 78,1 % et 979 bulletins ont été rejetés. |                   |                              |                |        |      |

|                                                                                               | Nom                         | Parti                        | Nombre de voix | %      | Maj.  |
| --------------------------------------------------------------------------------------------- | --------------------------- | ---------------------------- | -------------- | ------ | ----- |
|                                                                                               | Jean-Paul Théorêt           | Libéral                      | 16 169         | 50,1 % | 1 409 |
|                                                                                               | Jean-Guy Rodrigue (sortant) | Parti québécois              | 14 760         | 45,7 % | -     |
|                                                                                               | Jean Desrosiers             | NPD Québec                   | 854            | 2,6 %  | -     |
|                                                                                               | Bruno Trudelle              | Parti indépendantiste (2008) | 429            | 1,3 %  | -     |
|                                                                                               | Simon Laforest              | Socialisme chrétien          | 82             | 0,3 %  | -     |
| Total                                                                                         | Total                       | Total                        | 32 294         | 100 %  |       |
| Le taux de participation lors de l'élection était de 79,6 % et 722 bulletins ont été rejetés. |                             |                              |                |        |       |

|                                                                                               | Nom                | Parti           | Nombre de voix | %      | Maj.  |
| --------------------------------------------------------------------------------------------- | ------------------ | --------------- | -------------- | ------ | ----- |
|                                                                                               | Jean-Guy Rodrigue  | Parti québécois | 16 725         | 56 %   | 4 260 |
|                                                                                               | Yves Robillard     | Libéral         | 12 465         | 41,8 % | -     |
|                                                                                               | Edouard Desrosiers | Union nationale | 660            | 2,2 %  | -     |
| Total                                                                                         | Total              | Total           | 29 850         | 100 %  |       |
| Le taux de participation lors de l'élection était de 87,9 % et 318 bulletins ont été rejetés. |                    |                 |                |        |       |